# La Crau
La Crau è un comune francese di 17 239 abitanti situato nel dipartimento del Var della regione della Provenza-Alpi-Costa Azzurra. Si trova tra Tolone e Hyères, a 5 km dal mare e vicino alla campagna.
L'agricoltura è l'attività predominante, accompagnata dalla viticoltura (48000hl di vino all'anno), ma in questi ultimi anni anche le aziende hanno iniziato a collocare i loro stabilimenti in questa zona.
La città dal 1987 si è aperta alle relazioni internazionali e si è gemellata con Villeneuve, che si trova in Svizzera ai piedi del lago Léman, e nel 2006 ha stretto gemellaggio con Rosà, comune in provincia di Vicenza, situato vicino a Venezia.

## Società

### Evoluzione demografica
Abitanti censiti